# Hình tượng hươu nai trong văn hóa
Hươu nai là con vật hiện diện trong nhiều nền văn hóa trên thế giới. Với bản tính là loài vật nhút nhát, hễ có tiếng động là bỏ chạy, khi nghe có tiếng động lạ thì nhớn nhác, hoảng hốt, sợ sệt, hươu nai cũng có hình dáng đặc biệt, bốn chân thon và dài, trên thân điểm những đốm lông nhỏ đẹp, hình thể đáng yêu, cho nên những loài hươu nai (đặc biệt là nai tơ, nai vàng) là biểu tượng cho sự nhút nhát, thơ ngây, nó cũng biểu hiện cho phúc lộc và còn là đối tượng bị săn đuổi.

## Tổng quan
Hươu nai là những loài động vật có vú nhai lại thuộc họ Hươu nai gồm nhiều loại hươu, nai, hoẵng, mang, mển, tuần lộc... Con đực của hầu hết các loài hươu nai trừ loài hươu nước ở Trung Quốc và tuần lộc cái đều có sừng mọc và rụng theo năm. Nhiều loài hươu nai đang bị đe dọa vì bị săn bắn quá mức để lấy thịt nai, nhung hươu, gạc hươu và các sản phẩm khác. Môi trường sống thích hợp của chúng là trảng cỏ, rừng thưa có nhiều cây, cỏ non… Ban ngày nai thường tìm nơi nên tĩnh, kín đáo và an toàn để ngủ, nghỉ… ban đêm tìm kiếm thức ăn và những hoạt động khác. Trong tự nhiên, hươu nai là con mồi ưa thích của hổ, sói, sói lửa, gấu và nhiều loại dã thú khác, đây cũng là loài vật nhanh nhẹn, nhạy cảm và có bản tính nhát sợ trong tự nhiên. Nhiều loài hươu nai cũng được con người nuôi nhốt vì giá trị kinh tế

## Phương Đông

### Trung Quốc
Trong văn hóa Trung Quốc, hươu cũng giữ một vị trí quan trọng. Truyền thuyết Trung Quốc kể rằng, loài hươu được sinh ra từ ánh hào quang của viên ngọc quý, nó có cơ duyên mang lại vạn điều tốt lành. Thiên lộc là một loài hươu có tuổi thọ khá cao, trên thân có nhiều đốm hoa ngũ sắc. Chỉ khi đấng quân vương trong thiên hạ trị nước bằng hiếu đạo thì loài hươu này mới xuất hiện. Còn có một loại hươu khác gọi là bạch lộc (hươu trắng) cũng là loại thú tượng trưng cho sự cát tường, thường cũng xuất hiện cùng bậc tiên nhân. Hươu trắng có thể sống tốt hơn một nghìn năm. Khi sống được khoảng 500 tuổi, màu lông của hươu dần chuyển sang màu trắng, trở thành hươu trắng. Tương truyền, cuối đời, Lão Tử đã cưỡi trên một con hươu trắng (Bạch lộc) đi về phương nào chẳng rõ. Khi đấng quân vương ổn định được nền chính trị cuộc sống trăm dân an lành tất hươu trắng xuất hiện.

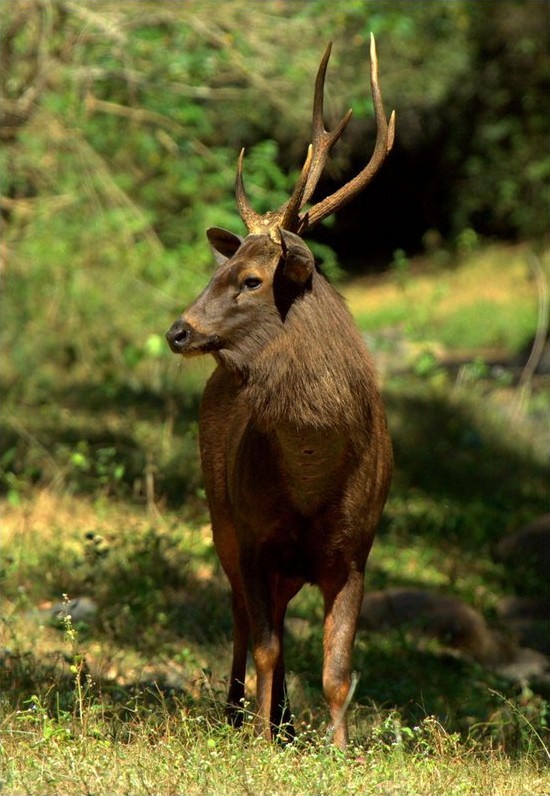
Một con nai

Người Trung Quốc thường lấy dùng từ đuổi hươu (trục lộc) để nói về sự tranh giành trong thiên hạ (Trục lộc Trung Nguyên). Hươu trở thành vật tượng trưng cho cơ đồ. Việc săn hươu là ám chỉ của hoạt động tranh đoạt thiên hạ ở Trung Quốc (Trục lộc Trung Nguyên) xuất phát từ điển tích chém rắn, đuổi hươu của Lưu Bang, cũng đồng thời được nhắc đến trong tác phẩm Lộc đỉnh ký của nhà văn Kim Dung.
Chữ "鹿" (lộc- hươu nai) và chữ "禄" (lộc- phúc lộc) đồng âm, do vậy hươu được xem là tượng trưng cho phúc lộc. Trong một số bức tranh cát tường thường vẽ 100 cái đầu hươu, gọi là Bách lộc. Khi vẽ con hươu và con Dơi cạnh nhau thể hiện phúc lộc song toàn vẽ con hươu và hãi chữ Phúc- Thọ biểu thị ý nghĩa Phúc- Lộc- Thọ. Hươu cũng là vật tượng trưng cho sự trường thọ. Do vậy, trong các bức tranh chúc thọ truyền thống thường vẽ con hươu cùng Thọ tinh. Loài hươu Elaphurus davidianus ở Trung Quốc là loài vật làm nền tảng cho sinh vật Tứ Bất Tượng (bốn điểm không giống) là thú cưỡi của Khương Tử Nha, sừng giống hươu nhưng không phải hươu, mặt giống ngựa nhưng không phải ngựa, tiếng kêu giống bò nhưng không phải bò, đuôi giống lừa nhưng không phải lừa
Người Trung Quốc còn có thành ngữ Chỉ hươu nói ngựa kể về câu chuyện ở Trung Quốc, sau khi Lý Tư bị giết, Tần Nhị Thế phong Triệu Cao làm Trung thừa tướng, tước An Vũ hầu, nằm hết quốc chính. Từ đó ông có mưu đồ làm loạn xưng vương, nhưng sợ lòng người không phục, bèn nghĩ cách thử lòng. Tháng 8 năm 207 TCN, ông cho người dắt con hươu đi qua dâng lên Nhị Thế và bảo đó là con ngựa. Nhị Thế cho rằng nó là con hươu nhưng nhiều đại thần đều hùa theo nói là ngựa, chỉ có một số ít không chịu, khẳng định là hươu nhưng không đáng kể. Nhị Thế tưởng là ngựa thật, nghĩ mình loạn óc, bèn vào Vọng Di cung trai giới. Còn những người nói thật đều bị Triệu Cao để bụng trả thù.
Trong văn hóa đại chúng Trung Quốc, hươu là biểu tượng cho một cuộc sống lâu dài và khả năng chịu đựng tốt, là biểu tượng của sự may mắn và trường thọ. Cách đọc tiếng hươu trong tiếng Trung Quốc cũng gần giống vỡi cách đọc của từ thu nhập. Chính vì vậy, loại động vật này cũng là biểu tượng của sự sung túc, giàu có. Trong nghệ thuật Trung Quốc, hươu cũng thường gắn liền với các chức quan tòa án, biểu tượng của sự công bằng, lẽ phải, danh tiếng và sự nghiệp thành công.

### Việt Nam

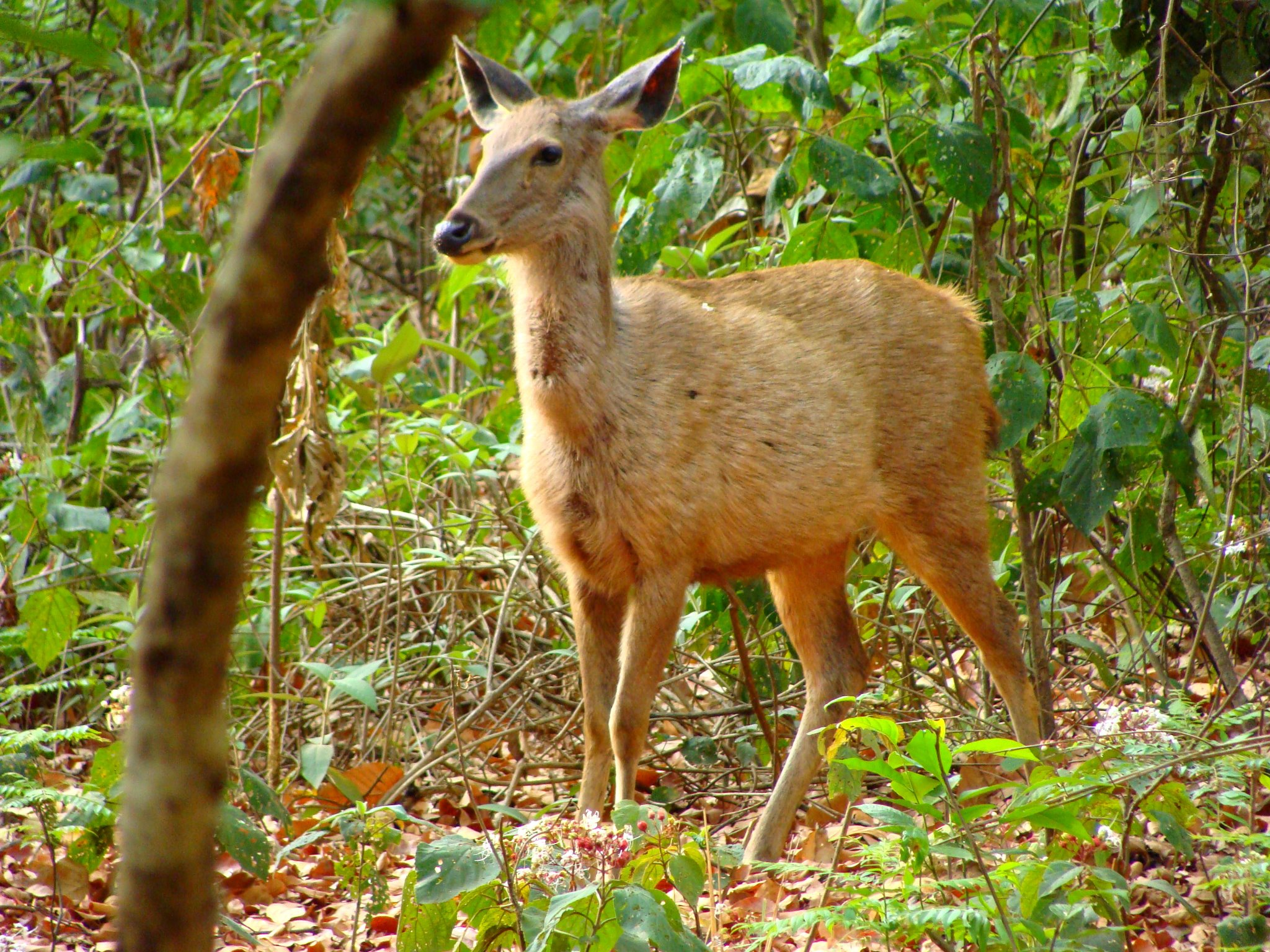
Ở Việt Nam, nai tượng trưng cho sự nhút nhát và thơ ngây, qua câu thơ: Con nai vàng ngơ ngác, đạp lên lá vàng khô (tiếng thu)

Ở Việt Nam, con nai tượng trưng cho tính hiền lành, nhút nhát và thơ ngây. Những câu từ lóng như nai tơ (hay nai tơ ngơ ngác) dùng để ví von về những người thiếu sự trải nghiệm, nhất là trong chuyện tình dục Bên cạnh đó câu ví von: Cáo già giả dạng nai tơ hay cụm từ giả nai hay con nai ngơ ngác dùng để ám chỉ những kẻ lão luyện từng trải, sành sõi nhưng làm ra vẻ thơ ngây trong trắng.
Tuy nhiên, người miền núi thì có thành ngữ Nghịch như hươu như nai và hay ví về người hư hỏng vì hươu nai là loài thú rừng hay phá hoại mùa màng, giẫm nát lúa ngô. Người Việt Nam cũng có thành ngữ vẽ đường cho hươu chạy ý chỉ đến việc bày vẽ cho người khác làm những việc không tốt. Gần đây, cụm từ này được dùng nhiều trên các phương tiện truyền thông khi đề cập đến các vấn đề liên quan đến tính dục như giáo dục giới tính, quan hệ tình dục trước hôn nhân, sống thử...
Nhà thơ Lưu Trọng Lư trong bài thơ Tiếng thu đã có câu thơ đầy hình tượng và trứ danh:
Con nai vàng ngơ ngác
Đạp lên lá vàng khô
Trong văn học có tác phẩm Con nai đen của nhà văn Nguyễn Đình Thi đã nhanh chóng được công chúng yêu mến văn nghệ thời ấy đón nhận. Nhiều địa danh ở Việt Nam được đặt theo tên con nai như: phường Hố Nai, Nhà Nai, Hang Nai, sông Đồng Nai, Đồng Nai...

### Các dân tộc khác
Trong truyền thuyết của người Khuyển Nhung có kể lại sự kiện Mục Vương dự tính việc chinh phạt Khuyển Nhung, Sái công Mưu Phụ can gián nhưng Mục Vương không nghe, sau ra quân thảo phạt, giành được chiến thắng bất ngờ, bắt sống năm vua Khuyển Nhung, đoạt được bốn con sói trắng và bốn con hươu trắng. Vùng Hallasan tại Hàn Quốc có một hồ miệng núi lửa tại Hallasan gọi là Baengnokdam (백록담/白鹿潭, Bạch Lộc đàm), nghĩa là "đầm hươu trắng". Có một truyền thuyết gắn với tên gọi của hồ là những người đàn ông đến từ thế giới khác đã đi xuống từ thiên đường để vui chơi với hươu trắng. Ở Lào, Hươu Rucervus Schomburgki được cho là biểu tượng sức mạnh của ma thuật và chữa bệnh. Chúng bị tìm kiếm, săn bắn bởi những kẻ buôn bán thuốc lang băm.

## Phương Tây

### Thần thoại Hy Lạp

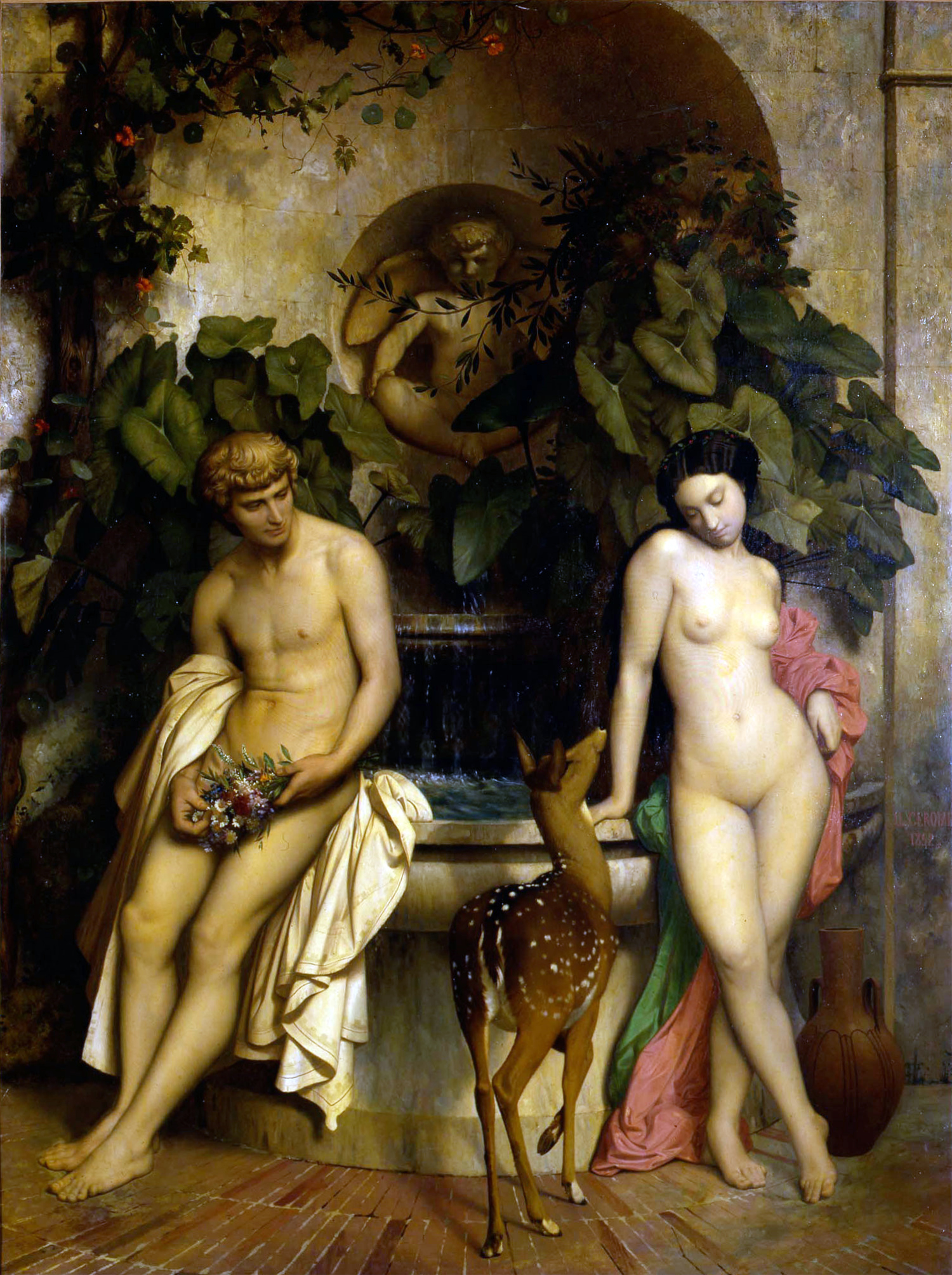
Họa phẩm về đôi nam nữ và con nai

Hươu xuất hiện trong thần thoại Hy Lạp và gắn liền với nữ thần Artemis và con hươu đồi Ceryneian. Khi còn trẻ, nữ thần Artemis đã tìm thấy được một đàn hươu lạ ở gần núi Parrhasia. Chúng có năm con, to hơn cả bò mộng và có những đôi sừng bằng vàng. Artemis muốn bắt giữ đàn hươu đó để thắng vào cỗ xe vàng của mình. Thế nhưng, con hươu thứ năm đã chạy thoát được và trở thành con hươu núi Cerynaea (Ceryneian Hind), tượng trưng cho nữ thần Artemis tại nơi ấy và trở thành con vật cưng của nữ thần từ đó. Cũng có những dị bản khác nói rằng nữ thần Artemis đã nhận được con hươu từ một tiên nữ Pleiad tên là Taygete như một quà tặng vì đã có lần giúp cho tiên nữ ấy.
Con nai ở Cerynaea cũng được nhắc đến trong 12 kỳ công của Heracles, Kỳ công thứ ba là đi bắt con nai ở núi Cerynaea, đó là một con nai cái. Con vật chạy nhanh này có đôi gạc bằng vàng, và là vật sở hữu của Artemis, nữ thần săn bắn, vì thế Heracles không dám làm nó bị thương. Chàng săn tìm nó trọn một năm trời trước khi đuổi được nó chạy xuống bên bờ của sông Ladon ở Arcadia. Nhắm kỹ mục tiêu, Heracles phóng phi tiêu ngay giữa gân và xương hai chân trước con vật, làm cho nó gục xuống và chảy rất nhiều máu. Thần Artemis không hài lòng về việc này, nhưng Heracles đã khéo léo chuyển cơn phẫn nộ của thần bằng cách đổ trách nhiệm sang người ra lệnh cho chàng là Eurystheus. Sau đó Heracles xin được một cây gậy 7 màu.

### Bắc Âu
Hươu trắng là một sinh vật trong truyền thuyết của nhiều nền văn hóa trong lịch sử. Trong truyền thuyết, nhiều người tin rằng nếu giết hươu trắng thì tai nạn sẽ giáng xuống đầu họ. Người Celts cổ xưa tin rằng hươu trắng là sứ giả mang thông điệp từ một thế giới khác và những ai bắt gặp loài linh vật này sẽ được thay đổi cuộc sống vĩnh viễn. Hình tượng con Tuần lộc (hươu tuyết) gắn liền với ông già Nô-en, đàn tuần lộc là vật kéo xe chở ông già Nô-en đi phát quà cho các em thiếu nhi. bên ngoài lãnh thổ của nó, tuần lộc cũng được biết đến nhiều do huyền thoại Mỹ phổ biến, có thể có nguồn gốc vào đầu thế kỷ XIX, trong đó xe trượt tuyết của ông già Noel được kéo bởi tuần lộc bay, một yếu tố thế tục phổ biến của lễ Giáng sinh 

## Huy hiệu

Raon-aux-Bois, Pháp
Dotternhausen, Đức
Thierachern, Thụy Sĩ
Friolzheim
Bauen
Albstadt
Gjemnes, Na Uy
Hitra
Hjartdal
Voss, Na Uy
Rendalen,
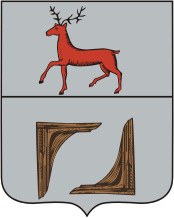
Balakhna, Nga
Aland, Phần Lan
Jelenia Gora, Ba Lan

## Văn hóa đại chúng
Có bộ phim Chú nai Bambi (tên gốc: Bambi) là một phim hoạt hình thứ năm của hãng hoạt hình Walt Disney vào năm 1942, dựa vào truyện cùng tên của Felix Salten. Bộ phim được phát hành lại vào những năm 1947, 1957, 1966, 1975, 1982 và 1988. Phiên bản video gia đình đầu tiên của bộ phim, ở định dạng VHS, ra mắt vào 1989 và 1997. Một phiên bản DVD gồm bản master lại của phim và một đĩa gồm các phần đính kèm, được phát hành vào ngày 1 tháng 3 năm 2005. Hiện nay bộ phim đang được nằm trong "Disney Vault". Phần tiếp theo của bộ phim, Bambi II, đã được sản xuất để phát hành thẳng dưới dạng đĩa hình năm 2006.
Nhà văn Andreas Steinhöfel (sinh năm 1962), là nhà văn người Đức chuyên viết sách cho thiếu nhi và độc giả trẻ tuổi, ông viết cuốn Chú Nai sừng tấm và Ông già Noel là một câu chuyện thú vị về ông già Noel và chú nai sừng tấm. Câu chuyện kể về một chú nai sừng tấm không được chính thức kéo cỗ xe chở quà của ông già Noel, mà chú chỉ được chạy thử để kiểm tra xem cỗ xe có chạy tốt không, rồi nhường việc kéo cỗ xe chở đầy quà đó trong đêm Giáng sinh cho đám tuần lộc.
Lộc pín được đề cập đến trong điện ảnh vào năm 1996 qua diễn xuất của diễn viên Steven Seagal phim The Glimmer Man, trong cảnh Seagal và Keenan Wayans đột nhập một cửa hàng thảo dược Trung Quốc. Pín hươu cũng được đề cập trong một tập phim năm 2009 của bộ Văn phòng "Double Date" khi nhân vật Dwight sửa lại nhận xét của Michael gọi về kích thích tình dục: "Bạn đang nghĩ đến việc pín hươu"-Dwight trả lời. Trong mùa giải thứ 1 tập 5 của The League, Ruxin và Taco đi đến khu phố Tàu để mua ba loại rượi pín (rượu tam pín) liên quan đến việc truyền miệng của lộc pín, dương vật chó, ngẫu pín và rắn. Tuy nhiên thực sự rượu tam pín có một sự hợp nhất một pín con chó và lộc pín. Lộc pín cũng được đề cập trong: The Elder Scrolls IV: Oblivion, khi nói chuyện với một NPC tên Weebam-Na. Anh sẽ bình luận về việc mở gần đây của một nhà hàng phục vụ lộc pín cùng với những thú ẩm thực kỳ lạ khác.